# Sopa de cebola

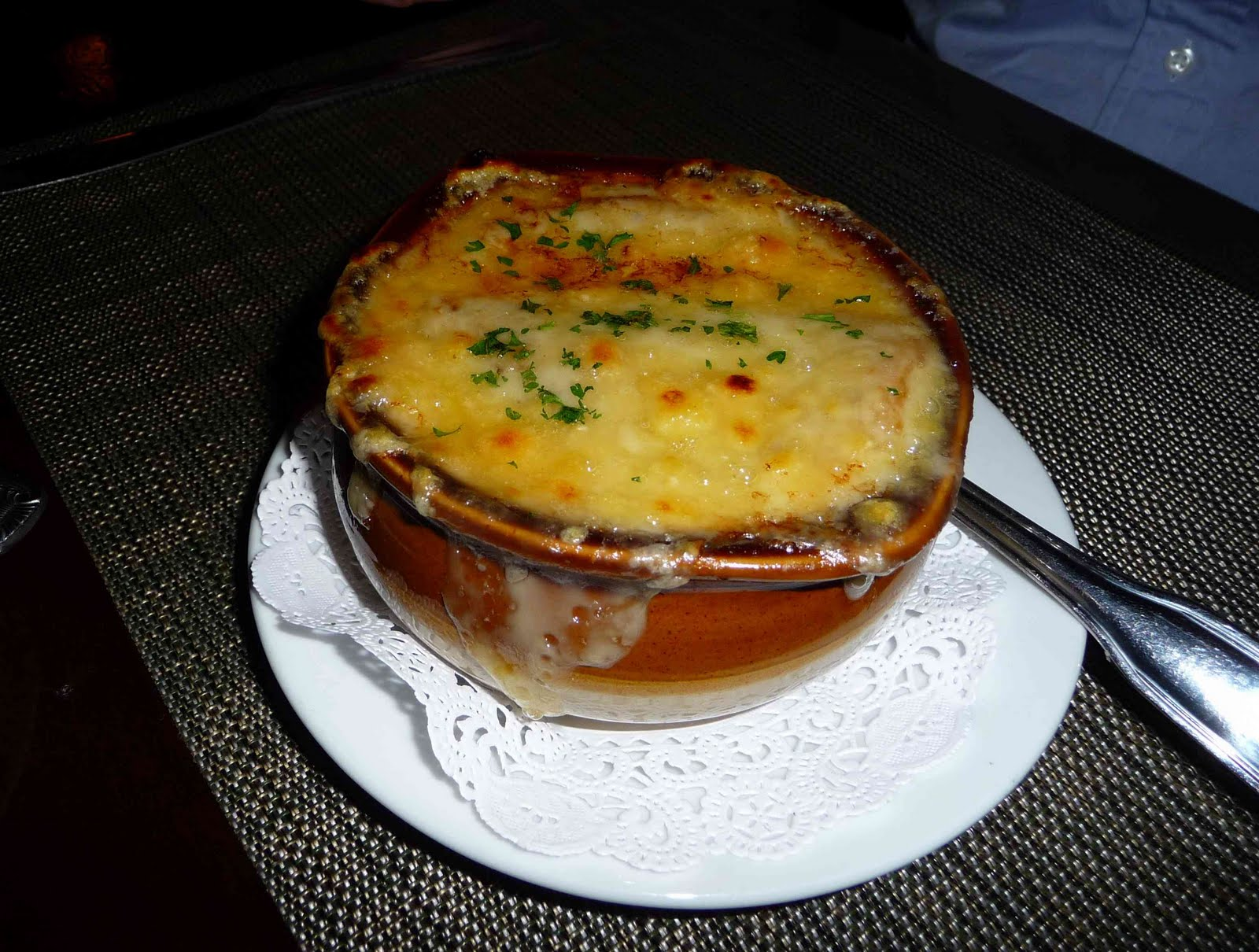
Sopa de cebola gratinada

A sopa de cebola gratinada é uma especialidade tradicional da culinária de França. Consiste em fritar em manteiga rodelas muito finas de cebola até ficarem castanhas e reduzirem o volume; em seguida, junta-se água ou caldo, ou começa por se juntar farinha de trigo e cozinhar junto com a cebola para fazer uma base cremosa. Quando a sopa está pronta, cobre-se com fatias de pão torrado e queijo Gruyère ralado e deixa-se apurar, ou coloca-se no forno para fazer uma crosta.  
Na culinária de Portugal ou do Brasil, a sopa de cebola leva batata cozida e não se frita a cebola até ficar castanha. Mas é normal colocar queijo e pão torrado e levar ao forno. Por vezes, tempera-se a sopa com conhaque.  

## História
As cebolas eram abundantes no Velho Mundo e muitas vezes consideradas a “comida dos pobres”. A sopa de cebola era já conhecida pelos antigos gregos e romanos. Mas a sopa de cebola francesa está documentada desde, pelo menos, 1651: François Pierre La Varenne (traduzido para inglês) dá uma receita que é basicamente a que está descrita acima. 
Em 1869, Jules Gouffe no seu “Le Livre de Cuisine” (adaptado para inglês por Alphonse Gouffe), dá uma receita parecida: a cebola é cortada fina e “branqueada” em água fervente durante cinco minutos “para tirar o sabor acre da cebola”; depois é cozinhada com manteiga até ficar castanha, altura em que se junta farinha, se mistura até fazer um creme e se dilui com água, se tempera com sal e pimenta e se deixa apurar durante mais cinco minutos. Na terrina colocam-se fatias de pão e nozes de manteiga e cobrem-se com a sopa, mexendo levemente para misturar, e serve-se.
Em 1913, Edmond Richardin, na sua “L’Art du Bien Manger”, dá uma receita de sopa de cebola, em que mistura leite em vez de farinha, e despeja a sopa na terrina com pão e queijo, mas sem levar ao forno.